# N-Star A
O N-Star A foi um satélite de comunicação geoestacionário japonês construído pela empresa Space Systems/Loral (SS/L), ele esteve localizado na posição orbital de 132 graus de longitude leste e foi operado pela NTT DoCoMo. O satélite foi baseado na plataforma LS-1300 e sua vida útil estimada era de 10 anos.

## História
Dois satélites construídos pela Space Systems/Loral (SS/L) com a maior capacidade que quaisquer cargas comerciais no espaço foram entregues em órbita em 1995 e 1996 e ofereceram uma variedade de serviços de comunicações fixas e móveis domésticos para os clientes em todo o Japão. Estes satélites, o N-Star A e o B, substituíram o serviço dos satélites CS, que já haviam ultrapassado suas expectativas de vidas, e também passaram a fornecer novos serviços importantes, que foram desde o fornecimento de rotas alternativas para a telefonia, a comunicações de emergência, a marinha e os serviços móveis terrestres e ISDN. O N-Star A foi construídos para a Nippon Telegraph and Telephone (NTT) e a NTT Mobile Communications Network Inc. (NTT DoCoMo). Ele oferecia uma ampla gama de serviço, ele levava 26 transponders cada transportar com cinco cargas de comunicação independentes que operavam em quatro bandas de frequência.

## Lançamento
O satélite foi lançado ao espaço com sucesso no dia 29 de agosto de 1995, por meio de um veículo Ariane-44P H10-3, lançado a partir do Centro Espacial de Kourou, na Guiana Francesa. Ele tinha uma massa de lançamento de 3.400 kg.

## Capacidade e cobertura
O N-Star A era equipado com 26 transponders nas bandas Ka, Ku, C e S para fornecer serviços de telecomunicação ao Japão.